# 앨버트 콘티
앨버트 콘티(Albert Conti, 1887년 1월 29일 ~ 1967년 1월 18일)는 미국의 배우이다.

## 영화
- 더 휴먼 코미디 (1943년)
- 마이 갤 샐 (1942년)
- 에브리씽 해펀즈 앳 나잇 (1939년)
- 수에즈 (1938년)
- 정복자 (1937년)
- 원 인 어 밀리언 (1936년)
- 쓰리 스마트 걸스 (1936년)
- 페이지 미스 글로리 (1935년)
- 십자군 (1935년)
- 패션스 오브 1934 (1934년)
- 검은 고양이 (1934년)
- 토치 싱어 (1933년)
- 빨간 머리 여자 (1932년)
- 프릭스 (1932년)
- 저스트 어 지골로 (1931년)
- 오, 포 어 맨 (1930년)
- 몬테 카를로 (1930년)
- 마담 사탄 (1930년)
- 모로코 (1930년)
- 쇼 피플 (1928년)
- 중국 앵무새 (1927년)
- 더 이글 (1925년)
- 메리 위도우 (1925년)